# 巴菁子
巴菁子（1945年12月8日—）是日本的女性聲優，東京都出身。所屬事務所是81 Produce。

## 演出作品

### 電視動畫
1977年
- 魯邦三世（TV第2系列）（昆恩夫人、奧莉薇亞小姐 其他）

1980年
- 原子小金剛 (動畫第2作)（四部垣夫人）

1982年
- 魔法公主明琪桃子（琴格）

1983年
- 頂人（穆歐）
- 神探加杰特（海盜佩格）

1985年
- 沙精（老奶奶）

1987年
- 超能力魔美（妻子）

1988年
- 我是敦子（大里幸枝）

1989年
- 城市獵人3（雪）
- 大耳鼠（詩奈美的媽媽）
- 太陽傘世界的叮噹平平（猩太的母親）
- 以柔克剛（富士子的母親）

1990年
- 魔法天使甜蜜薄荷（番紅花、老奶奶）

1992年
- 龍馬英雄（阿種）
- 妙廚老爹（夢子的阿姨）
- 蠟筆小新（弘子的母親、雛子、奈奈子的母親、梅子）
- 小小男子漢（賣香菸的老奶奶）

1993年
- 忍者亂太郎（食堂伯母）
- 叮噹貓（菊助的母親 其他）

1994年
- 委託拳擊家（奶媽）
- SAMURAI SPIRITS 〜破天降魔之章〜（吾郎的母親）
- 蘇西與馬維（娜娜阿姨、楓）
- 幸運超人（歪妹的母親）
- 七海的堤可（老闆娘）

1995年
- 小紅豆（多胡老師的母親）
- 動畫世界的童話（奶娘）
- 愛麗絲偵探局（森林的老奶奶）

1996年
- 蒙面俠蘇洛傳（瑪蒂娜）
- 逮捕令（田中小百合）
- 超者萊汀（酒吧客人）
- 魔法提琴手（老婆婆）
- 浪人劍心 -明治劍客浪漫譚-（鶴）

1997年
- 吸血姬美夕（老婆婆）
- 金田一少年之事件簿（當麻惠、冬木梅）

1998年
- 抓狂一族 （三途野川靈子）
- 時空轉抄納斯卡（老婆婆）
- 危險調查員（老婆婆）

1999年
- 週刊故事樂園（稻）
- 炸彈超人爆外傳V（老婆婆炸彈）
- 怪物農場〜圓盤石的秘密〜（老婆婆）

2000年
- 反斗小王子（政江）
- 忍者亂太郎（忍蛋、鎮上的女人）

2001年
- 上班族金太郎（中村加代）
- PaRappa the Rapper（希波老師）

2002年
- 十二國記（老婆婆）
- 真・女神転生D孩子 光&暗（食堂老闆娘）
- 魔法咪路咪路（老奶奶）

2003年
- 明日之星娜佳（愛德娜）
- GAD GUARD（愛達）
- 高橋留美子劇場 人魚森林（七生的奶奶（七生的祖奶奶））
- 怪醫黑傑克2小時特別篇〜4個生命奇蹟〜（老婆婆）
- 最後流亡（法特・齊金）

2004年
- 火鳥（奶奶）
- 光之美少女（木俣的奶奶）

2005年
- 女孩萬歲 first season（老闆娘）
- 怪醫黑傑克（露子的母親）

2006年
- 血戰（老婆婆）
- 味樂美味香（味丸・甘栗的母親）
- 復甦的天空 -RESCUE WINGS-（竹中夏江）

2007年
- 風之少女艾蜜莉（凱薩琳）
- 偶像宣言（老闆娘）
- 銀魂（管家姊姊、阿瀧）
- 悲慘世界 少女珂賽特（瑪格麗特）

2008年
- 銀魂（阿岩（老闆娘））
- 無限之住人（假比丘尼）
- 名偵探柯南（龍尾盛代）

2009年
- 真無敵鐵金剛 衝擊！Z篇 on television（菊之助）

2010年
- 元素獵人（萊萊）
- 世紀末超自然學院（房東&定食屋的阿姨）

2011年
- GOSICK（卡蜜拉）

2016年
- 境界之輪迴 第2期（老奶奶的幽靈）

2017年
- 鬼平（甚右衛門的妻子）
- 黑色推銷員NEW（老小將）

### OVA
- 伊蘇（潔娃·杜瓦）
- 華星夜曲（羽生侯爵夫人/燁子的母親）
- BASTARD！！ -暗黑破壞神-（婆婆大人）

### 劇場版動畫
- 大雄的創世日記（魔女）
- 哆啦A夢回來了（店員）
- MEMORIES（女）
- 忍者亂太郎系列（食堂伯母）
  - 電影 忍者亂太郎
  - 劇場版動畫「忍者亂太郎 忍術學園 全員出動！之段」
- Mo~tto！小魔女DoReMi 青蛙石的秘密（春風陸）

### 遊戲
- Arc The Lad 精靈的黄昏（吉德）
- 塗鴉王國
- 貯金大冒險！ DS 天空的勇者們（奧珂格）
- 上班族金太郎 THE GAME（中村加代）
- 謎王（雷知婆婆）
- 膝上的同居人 〜Kitty on your lap〜（佐佐木勝江（房東））
- 最終幻想XII（葛倫王）
- 星星魔法（占卜師）
- 以柔克剛2（富士子的母親）

### 外語配音
- 詹姆斯·龐德系列
  - 最高機密 TBS/朝日電視台版
  - 八爪女 TBS/東京電視台版
- 陰陽魔界（溫斯坦夫人（賽爾瑪·戴亞蒙））
- 巡弋飛彈 朝日電視台/東京電視台版
- 威爾與格蕾絲（羅莎莉歐・薩拉澤（雪莉·莫里遜））
- 天才老爸俏皮娃（愛琳）
- 小鬼當家3（赫斯太太（瑪麗安·賽爾德斯））富士電視台版
- 名偵探白羅/尼羅河謀殺案（莎樂美・奧塔朋）
- 紅粉聯盟（卡斯柏特小姐（寶琳·布萊斯福特））
- 超世紀封神榜（格賴埃魔女厄倪俄）

### 外語配音（動畫）
- 野丫頭蘇菲（伊凡妮）
- Cathy（喬伊絲）
- 辛普森家庭（克萊珀佩爾老師、席薇亞・馬德菲爾德 其他）
- 最強武將傳 三國演義（吳國太）
- 泰迪·盧克斯平的冒險（說故事的旁白老奶奶）
- 小魚歷險記（安娜）
- 高飛家族
- 唐老鴨俱樂部（班蒂娜・維克萊）

### 特攝
- 假面騎士X（母親）※第4話，演員名單寫成「巴聖子」
- 超神比賓（蜘蛛怪的聲音）

## 外部連結
- 81 Produce公開簡歷 （页面存档备份，存于）